# Leopold Anhalcki
Leopold Anhalcki (niem. Leopold Friedrich Franz Ernst von Anhalt-Dessau, ur. 18 lipca 1855 w Dessau; zm. 2 lutego 1886 w Cannes) – dziedziczny książę Anhaltu w 1871–1886.

## Życiorys
Urodził się jako pierworodny syn Fryderyka (1831–1904), księcia anhalckiego na Dessau, i jego żony Antoniny Saskiej-Altenburg (1838–1908). Miał pięcioro rodzeństwa, braci Fryderyka (1856–1918), Edwarda (1861–1918) i Ariberta (1864–1933) oraz siostry Elżbietę (1857–1933) i Aleksandę (1868–1958). W 1876–1881 studiował w Genewie, Bonn i Monachium. W 1881–1883 służył wraz z bratem Fryderykiem w armii pruskiej. Zakończył służbę w stopniu kapitana.
W 1863 w wyniku wygaśnięcia linii bernburskiej i zjednoczenia księstw Anhaltu przez jego dziadka Leopolda, został drugą osobą w kolejności dziedziczenia nowego państwa. Po śmierci dziadka 22 maja 1871 i wstąpieniu na tron ojca, został dziedzicznym księciem.
W 1863 Leopold podjął starania o poślubienie Wiktorii Hohenzollern, córki cesarza Fryderyka III i Wiktorii Koburg, jednak został odrzucony. 26 maja 1884 w Hanau poślubił Elżbietę Heską-Kassel (1861–1955), córkę Fryderyka Wilhelma (1820–1884) i Anny Hohenzollern (1836–1918). Z małżeństwa pochodzi jedna córka:
- Antonina Anna Aleksandra Maria Ludwika Agnieszka Elżbieta Augusta Fryderyka (1885–1963) x Fryderyk von Schaumburg-Lippe (1868–1945).

## Genealogia
| Prapradziadkowie             | ks. Anhalt-Dessau Leopold III (1740–1818) ∞1767 Ludwika von Brandenburg-Schwedt (1750–1811) | landrgraf Hesji-Homburga Fryderyk V (1748–1820) ∞1768 Karolina Heska-Dermstadt (1746–1821) | kr. Prus Fryderyk Wilhelm II (1744–1797) ∞1769 Fryderyka Ludwika Heska-Dermstadt (1751–1805) | w. ks. Meklemburgii-Strelitz Karol (1741–1816) ∞1768 Fryderyka Karolina Heska-Dermstadt (1752–1782) | ks. Saksonii-Hildburghausen Ernest Fryderyk III (1694–1757) ∞1758 Ernestyna Saska-Weimar-Eisenach (1740–1786) | w. ks. Meklemburgii-Strelitz Karol (1741–1816) ∞1768 Fryderyka Karolina Heska-Dermstadt (1752–1782) | ks. Hohenzollern-Sigmaringen Antoni Alojzy (1762–1831) ∞1782 Amelia von Salm-Kyrburg (1760–1841) | Pierre Murat (1748–1792) ∞1783 Louise d'Astorg (1762–1832)                           |
| Pradziadkowie                | Fryderyk Anhalcki-Dessau (1769–1814) ∞1792 Amelia Heska-Homburg (1774–1846)                 | Fryderyk Anhalcki-Dessau (1769–1814) ∞1792 Amelia Heska-Homburg (1774–1846)                | Ludwik Hohenzollern (1773–1796) ∞1793 Fryderyka Meklemburska-Strelitz (1778–1841)            | Ludwik Hohenzollern (1773–1796) ∞1793 Fryderyka Meklemburska-Strelitz (1778–1841)                   | ks. Saksonii-Altenburga Fryderyk (1763–1834) ∞1785 Karolina Meklemburska-Strelitz (1769–1818)                 | ks. Saksonii-Altenburga Fryderyk (1763–1834) ∞1785 Karolina Meklemburska-Strelitz (1769–1818)       | ks. Hohenzollern-Sigmaringen Karol (1785-1853) ∞1808 Antonina Murat (1793–1847)                  | ks. Hohenzollern-Sigmaringen Karol (1785-1853) ∞1808 Antonina Murat (1793–1847)      |
| Dziadkowie                   | ks. Anhaltu, Leopold (1792–1871) ∞1818 Fryderyka Hohenzollern (1796–1850)                   | ks. Anhaltu, Leopold (1792–1871) ∞1818 Fryderyka Hohenzollern (1796–1850)                  | ks. Anhaltu, Leopold (1792–1871) ∞1818 Fryderyka Hohenzollern (1796–1850)                    | ks. Anhaltu, Leopold (1792–1871) ∞1818 Fryderyka Hohenzollern (1796–1850)                           | Edward Saski-Altenburg (1804–1852) ∞1835 Amelia Hohenzollern-Sigmaringen (1815–1841)                          | Edward Saski-Altenburg (1804–1852) ∞1835 Amelia Hohenzollern-Sigmaringen (1815–1841)                | Edward Saski-Altenburg (1804–1852) ∞1835 Amelia Hohenzollern-Sigmaringen (1815–1841)             | Edward Saski-Altenburg (1804–1852) ∞1835 Amelia Hohenzollern-Sigmaringen (1815–1841) |
| Rodzice                      | ks. Anhaltu, Fryderyk I (1831–1904) ∞1854 Antonina Saska-Altenburg (1838–1908)              | ks. Anhaltu, Fryderyk I (1831–1904) ∞1854 Antonina Saska-Altenburg (1838–1908)             | ks. Anhaltu, Fryderyk I (1831–1904) ∞1854 Antonina Saska-Altenburg (1838–1908)               | ks. Anhaltu, Fryderyk I (1831–1904) ∞1854 Antonina Saska-Altenburg (1838–1908)                      | ks. Anhaltu, Fryderyk I (1831–1904) ∞1854 Antonina Saska-Altenburg (1838–1908)                                | ks. Anhaltu, Fryderyk I (1831–1904) ∞1854 Antonina Saska-Altenburg (1838–1908)                      | ks. Anhaltu, Fryderyk I (1831–1904) ∞1854 Antonina Saska-Altenburg (1838–1908)                   | ks. Anhaltu, Fryderyk I (1831–1904) ∞1854 Antonina Saska-Altenburg (1838–1908)       |
| Leopold Anhalcki (1855–1886) |                                                                                             |                                                                                            |                                                                                              | | | |                                                                                                  |                                                                                      |